# Frailes (Spagna)
Frailes è un comune spagnolo di 1 807 abitanti situato nella comunità autonoma dell'Andalusia.